# Dimitri De Fauw
Dimitri De Fauw (Gent, 13 juli 1981 – aldaar, 6 november 2009) was een Belgisch wielrenner die vooral op de baan actief was, maar ook op de weg goed zijn streng kon trekken.

## Loopbaan
Bij de jeugd liet hij regelmatig zijn snelle benen spreken. Zo pakte hij in 2001 zilver op het Belgisch Kampioenschap U23 in Tessenderlo na een millimetersprint met Tom Boonen. In 2004 won hij een rit in de Tour du Loir-et-Cher door André Greipel te kloppen in de massasprint. Dat jaar kon Dimitri ook de profkermiskoersen te Puivelde en Melle winnen. Later voegde hij daar nog een ritzege in de Ronde van Vlaams-Brabant en vele ereplaatsen aan toe. In 2005 werd De Fauw neoprof bij het toenmalige Quickstep-Davitamon.
In zijn eerste wedstrijd als prof, de Trofeo Alcudia werd hij 3e en bleef daarbij namen als Erik Zabel en Alejandro Valverde voor in de massasprint.
Eind 2006 geraakte De Fauw in botsing met Isaac Gálvez tijdens de Zesdaagse van Vlaanderen-Gent; de Spanjaard overleed aan de gevolgen van zijn val. De Fauw was door het ongeval zo ontzet dat hij mentaal instortte. Drie jaar later, op 6 november 2009, pleegde hij op 28-jarige leeftijd zelfmoord.
De Fauw was een neef van Ken De Fauw.

## Overwinningen

### Baanwielrennen
| Jaar         | BK                                                                     | EK                   | WK           | Overige                                                      |
| Nieuwelingen | Nieuwelingen                                                           | Nieuwelingen         | Nieuwelingen | Nieuwelingen                                                 |
| ------------ | ---------------------------------------------------------------------- | -------------------- | ------------ | ------------------------------------------------------------ |
| 1997         | Sprint · Omnium                                                        |                      |              |                                                              |
| Junioren     |                                                                        |                      |              |                                                              |
| 1998         | Sprint                                                                 |                      |              |                                                              |
| 1999         | Omnium · Ploegkoers · 1 km · Sprint                                    |                      |              |                                                              |
| Belofte      |                                                                        |                      |              |                                                              |
| 2001         |                                                                        | Ploegkoers           |              |                                                              |
| 2002         |                                                                        |                      |              |                                                              |
| 2003         |                                                                        | Scratch · Ploegkoers |              | UIV Cup Amsterdam UIV Cup Dortmund UIV Cup München           |
| 2004         |                                                                        |                      |              | UIV Cup Stuttgart UIV Cup Berlin UIV Cup Algemeen klassement |
| Elite        |                                                                        |                      |              |                                                              |
| 2000         | Ploegensprint · Sprint · 1 km · Keirin                                 |                      |              |                                                              |
| 2001         | 1 km · Sprint · Achtervolging · Omnium · Keirin                        |                      |              |                                                              |
| 2002         | 1 km · Sprint · Omnium                                                 |                      |              |                                                              |
| 2003         | 1 km · Sprint · Keirin · Scratch · Achtervolging · Ploegkoers · Omnium |                      |              |                                                              |
| 2004         | Ploegkoers                                                             |                      |              |                                                              |
| 2005         |                                                                        |                      |              |                                                              |
| 2006         |                                                                        |                      |              |                                                              |
| 2007         | Omnium                                                                 |                      |              |                                                              |
| 2008         | Scratch · Ploegkoers · 1 km · Omnium                                   |                      |              |                                                              |

### Weg
2001
- 5e etappe deel a Ronde van Loir-et-Cher
- Belgisch kampioenschap op de weg (beloften)

2004
- 1e etappe Ronde van Loir-et-Cher
- Belsele
- Omloop Gemeente Melle
- 4e etappe Ronde van Vlaams-Brabant

2006
- Belsele

2008
- Sint-Pauwels